# استن نیکولز
استن نیکولز (انگلیسی: Stan Nichols؛ ۶ اکتبر ۱۹۰۰ – ۲۶ ژانویه ۱۹۶۱ (aged 60)) بازیکن کریکت، و بازیکن فوتبال اهل بریتانیا بود.